# 古今亭菊春
古今亭 菊春（ここんてい きくはる、1954年7月25日 - ）は、落語協会所属の落語家。長野県信濃町出身。紋は「裏梅」。本名∶外谷 英治。

## 経歴
長野商業高校卒業。高校卒業後、池袋の寿司屋に勤めながら池袋演芸場に通っているうちに落語家になろうと志す。
1975年10月、二代目古今亭圓菊に入門する。前座名は「菊松」。
1980年6月、古今亭志ん八、古今亭菊之助、金原亭駒平と共に二ツ目に昇進。1990年1月に国立花形若手演芸コンクール銀賞受賞。
1992年3月に金原亭世之介、林家のん平と共に真打昇進し「菊春」と改名する。

## 芸歴
- 1975年10月 - 二代目古今亭圓菊に入門、前座名「菊松」[1]。
- 1980年6月 - 二ツ目昇進[1]。
- 1992年3月 - 真打昇進、「菊春」と改名[1]。

## 人物
師匠圓菊、贔屓客らと麻雀をしていたとき、大敗した圓菊から八つ当たりされて怒られた。
五代目円楽一門会の両国寄席にも出演している。
浅草演芸ホール8月中席で毎年行われる住吉踊り連に所属している。

## 演目
明るく、陽気な芸風。
- 幾代餅
- 親子酒
- 鷺とり
- 三方一両損
- 粗忽の釘
- 錦の袈裟
- 抜け雀
- 野晒し
- 宿屋の富

## 出演
- 二つ目物語（2022年、林家しん平監督） - 森本亭豆八 役